# Porto Flavia

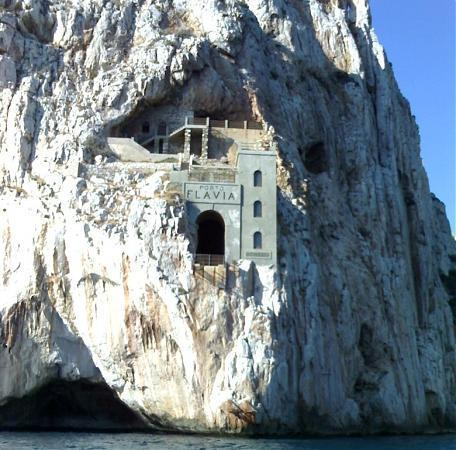
Porto Flavia

Der Porto Flavia ist ein Seehafen in der Gemeinde Iglesias im Südwesten Sardiniens. 
Er wurde 1923–24 erbaut und diente zur Verschiffung von Bodenschätzen aus Masua. Masua ist ein ehemaliger Bergbauort, der etwa 13 km von Iglesias entfernt liegt. Der Hafen ist nach Flavia Vecelli benannt, der Tochter von Cesare Vecelli, der ihn konstruierte und entwarf. Die Eigenschaften des Hafens machen ihn einzigartig auf der Welt, und zur Zeit seines Baus war er eine herausragende Ingenieurleistung.
Vecelli untersuchte die Küste in der Umgebung von Masua und wählte einen Ort, an dem das Meer tief genug und gut vor Wind und Wellen geschützt war, sodass Schiffe sicher anlegen konnten, während das Erz von den Klippen aus durch die Schwerkraft verladen werden konnte. Der Bauingenieur entwarf einen Plan zum Bau von zwei übereinanderliegenden Tunneln, jeweils 600 Meter lang, die durch neun große, senkrechte Speicher miteinander verbunden waren. Im oberen Tunnel brachte eine elektrische Bahn das Erz zu den Speichern. Die Ladung wurde durch die Schwerkraft in Öffnungen an der Oberseite der Speicher entladen. Im unteren Tunnel nahm ein Förderband das Erz aus den Speichern auf und transportierte es zu einem Dampfschiff, das am Fuß der Klippe vertäut werden konnte. Es dauerte etwa zwei Tage, um ein Schiff vollständig zu beladen. Die in den Fels gehauenen Speicher konnten über 10.000 Tonnen Erz aufnehmen.
Die Bedeutung von Porto Flavia nahm in den 1960er Jahren nach dem Rückgang der Bergbauaktivitäten ab, und der Hafen wurde geschlossen, als Abbau von Bodenschätzen in Masua in den 1990er Jahren eingestellt wurde. Heute ist die Anlage im Besitz der IGEA SpA, einer öffentlichen Gesellschaft, die sich um die Restaurierung und Erhaltung der alten Bergbauanlagen kümmert.
Die Minen von Masua gehören zur UNESCO-Welterbestätte Parco Geominerario della Sardegna und zu den empfohlenen Zielen für Besichtigungen der Bergbau- und Industriearchäologie in der Region. Im Stollen finden täglich Führungen statt, die von ehemaligen Arbeitern oder Bergbautechnikern der IGEA geleitet werden.